# Električni orgazam
Električni orgazam, glazbena skupina iz Beograda, osnovana 1980. godine.

## Životopis

### Osnivanje sastava
Polovicom siječnja 1980. godine, nakon koncerta grupe Leb i sol, u beogradskoj kavani “Mornar” grupu osnivaju Srđan Gojković Gile, Ljubomir Jovanović Jovec (dotadašnji bubnjar i gitarist grupe Hipnotisano pile) i orguljaš Ljubomir Đukić, s tim da Gile bude gitarist, a Jovec Bubnjar nove grupe.
Prvi nastup održali su početkom lipnja 1980. godine u maloj sali SKC-a kada su bili predgrupa grupi Hipnotisano pile (sami sebi!). Na tom koncertu nastupili su u postavi: Gile (gitara), Ljuba (klavijature), Jovec (bubnjevi), Goran Sinadinović (gitara) i Marina Vulić (bas). Uskoro u grupu dolazi atraktivni bubnjar Goran Čavajda Čavke, Jovec je prelazi na gitaru, a Sinadinović napušta grupu. U jesen iste godine na Omladinskom festivalu u Subotici izazivaju skandal energičnim nastupom koji je uključivao rušenje mikrofona, činela i razbijanje šarenih žarulja koje su bile dio scenografije. Odmah su bili diskvalificirani.

### Paket aranžman, Warszawa
Početkom 1981. godine s grupama Idoli i Šarlo akrobata snimili su LP Paket aranžman na kojemu su bili zastupljeni pjesmama Krokodili dolaze, Zlatni papagaj i Vi. Zagrebački Jugoton im je odmah dao šansu i prvi od beogradskog novovalnog tria snimaju samostalni album. U produkciji Ivana Pike Stančića zabilježili su svoj autentičan zvuk iz tog perioda u pjesmama Nebo, Konobar, I've Got a Feeling (obrada Beatlesa), te novim verzijama Krokodili dolaze i Vi (u kojoj pjeva Ljuba). Za vrijeme snimanja ploče Čavke je služio vojni rok tako da je bubnjeve svirao Branko Kuštrin Mango, član Grupe I. Ploča je dobila vrlo dobre ocjene kritike, a Električni orgazam je na koncertima privlačio sve širi krug publike. Na osnovu te ploče Kris Bohn, novinar magazina New Musical Express, ocjenio je Električni orgazam kao jedan od najuzbudljivijih nebritanskih sastava, a dio tiraže se mogao kupiti i u Engleskoj. U jesen 1981. godine grupu napušta Marina Vulić, a na njeno mjesto dolazi Jovan Jovanović Grof. Istovremeno se u grupu vraća Čavke i u toj postavi u studenom odlaze u Poljsku. Održali su šest nastupa (četiri u Varšavi, jedan u Krakovu i jedan u mestu Kališ). Nastup koji su 8. studenog održali u varšavskom klubu Riviera Remont snimljen je na običnom kazetofonu, a koncertni mini LP Warszawa 81 donosi šest pjesama u limitiranom tiražu od 2000 primjeraka. Grubi snimak postproducirao je Slobodan Konjović i on predstavlja vjeran dokument zvuka grupe, kao i reakciju publike koja nije često imala prilike da pisustvovati punk koncertima. Tokom izvođenja pjesme Konobar došlo je do raspada zvučnog sistema u trajanju od pola minute, a za to vrijeme je netko u publici bacio suzavac. Kratkotrajna pomutnja i prekid nastupa zabilježeni su na ploči, kao i dvije nove pjesme Leptir i Razgovori.

### Lišće prekriva Lisabon, kriza
LP Lišće prekriva Lisabon snimaju u ljubljanskom studiju Tivoli i produciraju ga uz pomoć Tonija Jurija. Ploča je dobila naslov po ljubavnom romanu Barbare Kartland, a sedamnaest novih pjesama predstavile su sasvim drugačiji Električni orgazam koji se prepustio viđenju nove psihodelije. Naslov svake pjesme bila je samo jedna riječ, a u pjesmama Afrika i Alabama (s tekstualnom potkom Bertolta Brechta u viđenju The Doors) dio teksta uz Gileta otpjevao je Ljuba. U pjesmi Dokolica Gile je iskoristio tekst iz neke sociološke knjige dok se u temama Leptir, Podstanar i Odelo bavio klasičnim urbanim otuđenjima. U pjesmama Alabama i Leptir gostovao je trubač Petar Ugrin. LP je propratio singl s pjesmom Dokolica kao i dub verzijom iste pjesme.
U jesen 1983. godine Piko i Gile su pod utjecajem njujorške underground scene, pod imenom Hijene, snimaju ploču WooDoo za početnike. Nezadovoljni tretmanom izdavačkih kuća, materijal nisu objavili ali su te pjesme snažno inspirirale kasniji album Distorzija. Sljedeći diskografski korak Orgazma bio je pomalo neočekivani album Les Chansones Populaires na kojemu su obradili Bowievu The Man Who Sold The World (otpjevao ju je Ljuba Đukić), Metal Guru (T. Rex), When The Music's Over (The Doors) i druge. Pjesma Locomotion postaje hit. Osam obrada producirali su Gile, Ljuba, Toni Jurij i Piko koji je svirao i bubnjeve, jer je Čavke bio u zatvoru. Na turneji s njima opet je nastupao Mango. Kada se Čavke vratio u grupu, uoči snimanja albuma Kako bubanj kaže napustio ih je Jovec.
Po objavljivanju ploče 1984. godine iz grupe je otišao Ljuba koji se preselio u New York. Produkciju albuma Kako bubanj kaže radili su Gile i Grof, a kao gosti učestvovali su Ivan Pajević (gitara), Piko Stančić (bubnjevi), Goran Pojatić (klavir), Kire Mitrev (trombon), Ivan Švager (saksofon) i Goce Dimitrovski (truba). Kao pjevači su se smjenjivali Gile i Ljuba. Materijal ih je vratio na vrijeme  The Rolling Stonesa s početka sedamdesetih, što su prikazali i dizajnom omota. Na ploči je i pjesma Fras u šupi kao zvučni dio trilogije u okviru koje je David Albahari napisao istoimenu zbirku priča, a Miloš Komadina u svojoj zbirci Etika trave pjesmu istog naziva. Sve pjesme je napisao Gile, a Čavke je uradio muziku za Pričam o tebi. Prodaja albuma je vrlo loše prošla, te zbog toga zapadaju u krizu. U grupi je kraće vrijeme gitaru svirao Ivan Pajević, zatim Nikola Čuturilo, dok se na tom mjestu nije ustalio Branislav Petrović Banana. Uoči snimanja albuma Distorzija 1986. godine od grupe i muzike odustao je Grof, a na mjesto basiste došao je Zoran Radomirović Švaba.

### Distorzija, raspad
Albumom Distorzija realizirali su pravi veliki povratak na scenu. Jednostavnim i nadahnutim rock’n’roll pjesmama nanizali su uspješnice: Debela devojka, Ja sam težak kao konj, Ne postojim, Vudu bluz, Kapetan Esid, Ša la la. Na ploči je i obrada Lui Lui Richarda Berryja, materijal su producirali Piko i Gile, a omot je uradio slikar Radovan Hiršl. Koncertni album Braćo i sestre snimljen je u zagrebačkom klubu Kulušić u listopadu 1986. godine. Ploču otvara efektna najava Dražena Vrdoljaka, u pjesmi Locomotion kao gost pjeva Ljuba, a jedina nova pjesma je Bejbe, ti nisi tu, obrada Out Of Time The Rolling Stonesa.
1988. godine objavljuju album Letim, sanjam, dišem kojim su ponovili prethodnu formu i zabilježili uspješne Igra rok en rol cela Jugoslavija, Ti, Poljubi me i priznaj mi, Sve ste vi naše devojke. Ploču su producirali Gile, Piko i Theodore Yanni, kao gosti svirali su Nebojša Antonijević (gitara) i Saša Lokner (klavijature). Album su promovirali koncertom na Tašmajdanu u ljeto 1988. godine. Ubrzo su objavili ploču s izborom najboljih hitova, te prestali s radom.

### Rimtutituki, ratne godine
Rad obnavljaju 1991. godine. Ploču Seks, droga, nasilje i strah / Balkan horor rock snimaju u proljeće 1992. godine. Na A strani je pet novih pjesama. Temu Mala lopta mentalna zajedno su napisali Gile i Čavke. Na B strani su živi snimci starih hitova s koncerta u Studiju M u Novom Sadu. Omot za ploču uradila je Linda Čavajda, Čavketova supruga. Na kazeti Balkan Horor Rok 2 su i drugi snimci s novosadskog koncerta kao i Svečane bele košulje i Mjau Mjau (iz filma Crni bombarder) snimljene na rođendanskom koncertu Radija B92. Početkom 1992. godine Gile, Čavke i Švaba su s Milanom Mladenovićem, Antonom i Canetom formirali antiratnu grupu Rimtutituki s kojom su snimili singl Šlušaj 'vamo u izdanju radija B92. U jesen 1993. godine, Električni orgazam, EKV i Partibrejkers su sa zagrebačkim Vješticama svirali u Pragu i Berlinu na koncertima pod nazivom Ko to tamo pjeva?. U listopadu iste godine, Električni orgazam je kao jedan od prvih sastava iz Srbije, gostovao u Ljubljani na koncertu s Majkama iz Vinkovaca i Res Nullius iz Velenja. Pored toga, svirali su u Mariboru, Kopru i Humu. Tih godina su često nastupali po Makedoniji.
Dupli album Zašto da ne! snimili su krajem 1994. godine i on nudi stilsku kombinaciju ploča Lišće prekriva Lisabon i Distorzije, ali s ukusom devedesetih godina. S njima su u to vrijeme svirali gitarista Dejan Radisavljević Role, klavijaturista Zoran Zagorčić, a kao drugi bubnjar Srđan Žika Todorović. Na ploči su gostovali Cane, političar Nenad Čanak (flauta), glumac Nenad Racković (prateći vokali) i Neša Petrović (saksofon). U nadahnutim pjesmama bliskim akustici kao kompozitor pojavljuje se Banana, a pjesmu Dajem ljubav napisali su Banana i Zagorčić. Po Giletovoj ideji, omot i dodatni strip uradio je Leonid Pilipović, gitarista sastava Džukele. Po objavljivanju ploče iz grupe je otišao Čavke i potpuno se posvetio sastavu Babe s kojim je svirao od osnivanja 1992. godine. Novi bubnjar postao je Vlada Funtek.

### Kraj rata, povratak Ljube
Početkom 1995. godine, koncertom u beogradskom klubu Prostor, obilježili su petnaest godina rada. Sljedećeg ljeta svirali su u londonskom The Bottom Line klubu. Tom prilikom Marina Vulić, koja od 1985. godine živi u Londonu i bavi se video produkcijom, montirala je spot od materijala s nastupa. CD Živo i akustično snimili su 17. travnja 1996. godine na unplugged koncertu u novosadskom Studiju M. CD otvara najava Zdenka Kolara a pored pjesama iz repertoara grupe, obrađen je i stari hit Korni grupe Magična ruka. S grupom je svirao novi bubnjar Miloš Velimir, a kao gosti Margita Stefanović (klavir, “Farfisa” orgulje), Boris Bunjac (udaraljke) i Deže Molnar (saksofon). U okviru diskografske kuće Yellow Dog Records, većinu albuma Električnog orgazma Gile je objavio na CD formatu. Od tih diskova, debi album ima bonus od tri pjesme koje su na Paket aranžmanu, Lišće prekriva Lisabon kao bonus dub verziju Dokolice, Kako bubanj kaže sadrži dodatak pjesme Tetovirane devojke (B strana singla iz tog perioda) i ranije neobjavljenu Slatka mala devojčica. Na disku Balkan horor rok kao bonus je dodata obrada Eriksonove Hodam sam kao zombi (ranije neobjavljena u verziji u kojoj pjeva Gile) i koncertni snimci koji su se prije toga pojavili samo na kazeti Balkan Horor Rok 2. Koncertni Warszawa '81 (integralna verzija) izdat je s deset ranije neobjavljenih živih snimaka.
Električni orgazam je svirao u Bugojnu 10. srpnja 1998. godine na koncertu na kome su nastupili sastavi s prostora bivše Jugoslavije. Bili su zvijezde večeri. Uz Gileta i Bananu s grupom su u to vrijeme svirali basista Zdenko Kolar i bubnjar Ivan Ranković. Povratnički CD A um bum objavili su krajem 1999. godine. Za bubnjevima je opet bio Miloš Velimir, a u pjesmama su gostovali brojni veterani jugoslavenskog rocka: Kornelije Kovač, Branko Marušić Čutura, Bata Kostić, ali i mlađi, Slobodan Misailović (klavijature), Srđan Todorović i Ivan Ranković. Kataklizmične crteže na omotu diska uradio je Gile, a veći dio pjesama baziran je na akustičnom zvuku u maniru Bob Dylana. U temama Gde da nađem takvu devojku i Ja nisam znao neke stvari, Banana je otpjevao glavni vokal.
U svibnju 2000. godine održali su uspješan nastup u zagrebačkom klubu Tvornica Kulture. Na kompilaciji Najbolje pesme vol.2 1992.-1999. objavljeni su materijali koji su snimili tokom devedesetih godina. Album Harmonajzer je producirao Koja, a Gile i Banana su bili koproducenti. Uz novog bubnjara Blagoja Nedeljkovića Pačeta, kao gosti su učestvovali: Vlada Divljan (vah gitara), Zerkman (truba), Kojot (trombon), Dušan Petrović (saksofon), Zdenko Kolar i Boris Bunjac (prateći vokali). Ljuba Đukić je pjevao u temi Zato stojim sam. Po običaju, Banana je otpjevao glavni vokal u pjesmama Promene i Tome neće doći kraj. Novost su i dva instrumentala Đankarlo Gingiva ponovo jaše i Ресторан З ора (Restoran Z ora) (autori Švaba i Koja).
U rujnu 2004. godine Ljuba Đukić se vraća u grupu. Na albumu Breskve u teškom sirupu vol. 1 (prvobitno je trebalo da se zove Lišće prekriva Lisabon) objavljen je snimak s probe u SKC-u iz 1980. godine i s nastupa na Tašmajdanu održanog 1980. godine. Snimak koncerta koji su tim povodom održali 9. veljače 2007. godine u klubu Pogon Doma omladine objavljen je na disku New Wave. Croatia Records je početkom 2007. godine u okviru box seta objavila reizdanje prvog albuma Električnog orgazma, Bistriji ili tuplji čovek biva kad... Šarlo akrobata i Paket aranžman. Nastupili su kao predgrupa na koncertu The Rolling Stones 14. srpnja 2007. godine u Beogradu.

### Ultimate Collection, To što vidiš to i jeste
Godine 2009. Croatia Records objavljuje kompilaciju The Ultimate Collection na kojem se pojavljuju najveće uspješnice Orgazma.
2010. godine u suradnji s Domom Omladine Beograda izdaju album To što vidiš to i jeste, koji je, po njihovim riječima njihov najbolji album u zadnjih 20 godina.
Krajem 2010. godine izdaju integralnu verziju istog albuma i to u svim državama bivše Jugoslavije pod izdavačkom kućom Dallas Records.

## Diskografija
Električni orgazam je u 40 godina karijere izdao 11 studijskih, 7 koncertnih i 5 kompilacijskih albuma.

### Studijski albumi
- 1981. Električni orgazam (Jugoton)
- 1982. Lišće prekriva Lisabon (Jugoton)
- 1983. Les Chansones Populaires (Jugoton)
- 1984. Kako bubanj kaže (Jugoton)
- 1986. Distorzija (Jugoton)
- 1988. Letim, sanjam, dišem (PGP RTB)
- 1994. Zašto da ne! (PGP RTS)
- 1999. A um bum (City Records)
- 2002. Harmonajzer (PGP RTS)
- 2010. To što vidiš to i jeste (Dom Omladine Beograda/Dallas Records)
- 2018. Gde Smo Sad? (Mascom Records)

### Koncertni albumi
- 1982. Warszawa '81 (Jugoton)
- 1987. Braćo i sestre (Jugoton)
- 1993. Balkan Horor Rok 2 (Master Music)
- 1996. Warszawa '81 (integralna verzija) (Yelow Dog Records)
- 1996. Živo i akustično (B92)
- 2006. Breskve u teškom sirupu vol. 1 (Automatik Records/Dancing Bear/Nika Records)
- 2007. New Wave (Mascom)

### Kompilacijski albumi
- 1980. Paket aranžman (Jugoton)
- 1988. Najbolje pesme 1980.-1988. (Jugoton)
- 1992. Seks, droga, nasilje i strah / Balkan horor rock (PGP RTB)
- 2002. Najbolje pesme vol.2 1992.-1999. (PGP RTS)
- 2009. The Ultimate Collection (Croatia Records)

### Ostalo
- 2012. To što vidiš to i jeste Deluxe (Dallas Records)

### Singlovi
- Konobar / I've Got a Feeling (1981.)
- Dokolica / Dokolica (1982.)
- Odelo / Afrika (1982.)
- Locomotion / Metal Guru (1983.)
- Kako bubanj kaže / Tetovirana devojka (1984.)

## Vanjske poveznice
Službene stranice
Električni Orgazam na Facebooku